# Stádlec
Stádlec (německy Stachletz) je městys v okrese Tábor v Jihočeském kraji. Žije v něm 588 obyvatel. Správní území obce čítá 4 katastrální území, a to Křída u Stádlce, Slavňovice, Stádlec a Staré Sedlo u Stádlce. Podle čísel popisných je v osadě Hájky 13, v Křídě u Stádlce 29, ve Slavňovicích 37, ve Stádlci 155 a ve Starém Sedle u Stádlce 42 domů. V obci je základní a mateřská škola, pošta a úřad městyse.

## Poloha obce
Městys Stádlec leží devěr kilometrů severně od Bechyně a asi patnáct kilometrů jihozápadně od Tábora stranou hlavních dopravních tahů. Je působištěm několika firem a drobných provozoven výrobních a nevýrobních služeb. Významným podnikem je zde Zemědělské družstvo Opařany, které obhospodařuje většinu zemědělských ploch a využívá areály zemědělské výroby v obci.
Katastr obce leží v povodí Lužnice, převážnou část území tvoří povodí jejího levostranného přítoku Oltyňského potoka, který odvádí vodu z mnoha malých rybníků ležících převážně jižně od Stádlce. Mnohé rybníčky mají zajímavá jména (Závist, Prašivka, Chudátko, Hospodář). Oltyňský potok před vyústěním do Lužnice protéká malebným lesnatým údolím. Severovýchodní část katastru odvodňuje Slavňovický potok, který se do Lužnice vlévá pod ostrožným hradištěm Slavňovice. V části katastrálních území Křída u Stádlce a Stádlec je přírodní park Kukle.
Městys Stádlec je členem Místní akční skupiny Lužnice, což je občanské sdružení, které vzniklo 30. září 2004. Dne 25. ledna 2011 byl obci navrácen status městyse.

## Historie
První písemná zmínka o obci pochází z roku 1287. Král Václav II. v listině datované 2. června 1278 souhlasí, aby Záviš z Falkenštejna směnil vesnice Stadilce (Stádlec) a Křídu s Jindřichem z Rožmberka za jiné vesnice. Ve vesnici byla tvrz, patrně chráněná vodním příkopem. Tvrz byla ponechána jako dolní trakt nynějšího zámku. V roce 1459 prodal Rožmberk vesnici i s pozemky spolu s dobronickým panstvím.
V roce 1533 se stávají majiteli Stádlce Vítové ze Rzavého. Na začátku 17. století byla ve Stádlci tvrz, poplužní dvůr, pivovar s krčmou a dva ovčíny. Celá ves byla v roce 1622 vypálena císařským vojskem a teprve po třech letech se mohlo opět začít řádně hospodařit. Po třicetileté válce je Stádlec prodán za 20.000 kop míšeňských Johaně Kateřině Hozlaurové.
Od roku 1700 je ve Stádlci škola, obec se v roce 1865 stala městysem. Od roku 1878 působí v obci Sbor dobrovolných hasičů. Na konci 19. století měl Stádlec 111 domů, ve kterých žilo 699 obyvatel, z nich bylo 63 židovského vyznání. Pro jejich náboženské potřeby byla v obci vybudována synagoga. V obci byly dva mlýny. K místnímu zámku patřil pivovar a lihovar (roční produkce 833 hl lihu) a cihelna.
V roce 1905 byla v obci otevřena pobočka pošty. K jejímu stému výročí bylo v roce 2005 vydáno zvláštní příležitostné poštovní razítko.

## Obyvatelstvo
| Rok            | 1869  | 1880  | 1890  | 1900  | 1910  | 1921  | 1930  | 1950 | 1961 | 1970 | 1980 | 1991 | 2001 | 2011 | 2021 |
| -------------- | ----- | ----- | ----- | ----- | ----- | ----- | ----- | ---- | ---- | ---- | ---- | ---- | ---- | ---- | ---- |
| Počet obyvatel | 1 515 | 1 570 | 1 421 | 1 372 | 1 316 | 1 361 | 1 155 | 952  | 920  | 812  | 725  | 658  | 611  | 555  | 566  |
| Počet domů     | 222   | 234   | 236   | 233   | 229   | 231   | 242   | 258  | 234  | 230  | 211  | 265  | 276  | 288  | 287  |

## Správa městyse

### Části městyse
- Hájky
- Křída
- Slavňovice
- Stádlec
- Staré Sedlo

### Symboly městyse
Znak a vlajka byly městysi uděleny rozhodnutím předsedkyně Poslanecké sněmovny Parlamentu České republiky dne 26. května 2011.

## Spolky a zájmová sdružení
- Sbor dobrovolných hasičů
- Myslivecké sdružení
- TJ Sokol Stádlec
- Zahrádkářský svaz
- Svaz českých včelařů

## Turistika
Městysem prochází žlutá turistická stezka, začínající na nádraží Malšice, pokračující přes Dobřejice a Stádlecký most do Stádlce. Odtud stezka směřuje dále na severozápad velkým lesním komplexem do Sepekova. Stádlec leží na 111. kilometru cyklotrasy č. 31 Nezvěstice – Lom.

## Pamětihodnosti
- Národní technická památka Stádlecký most. Visutý řetězový silniční most přes řeku Lužnici, jeden z posledních řetězových mostů ve střední Evropě. Roku 1974 byl v Podolsku rozebrán, po kusech převezen a znovu postaven na silnici III/13711 spojující Opařany přes Stádlec s Dobřejicemi.
- Kulturní památka zámek Stádlec. Vystavěn na místě původní tvrze. Současná pozdně barokní podoba pochází z přestavby v letech 1830 – 1840. Od roku 1870 patřil dědicům svobodného pána Fellnera z Feldeggu. Sňatkem Anny Fellner z Feldeggu s Janem Křižíkem (synem vynálezce Františka Křižíka) přešel zámek (spolu se zámkem Oltyně) do držení rodu Křižíků, František Křižík zde u syna ve stáří občas pobýval a roku 1941 zde zemřel. V současné době jsou majiteli zámku potomci Jana Křižíka, kteří získali v restituci zámek zpět.[11]
- Kulturní památky – barokní plastiky na náměstí
  - Socha svatého Floriána
  - Socha svatého Jana Nepomuckého
  - Sousoší Nejsvětější Trojice
- Kulturní památka synagoga
- Kulturní památka židovský hřbitov (jižně od obce)
- Kulturní památka – dům č. 22
- Park Stromovka uprostřed náměstí, založený v prvních letech 20. století

## Významní rodáci
- Josef Penížek (1858–1932), novinář a překladatel
- František Bernard Vaněk (1872–1943), kněz, spisovatel, oběť nacismu

## Galerie

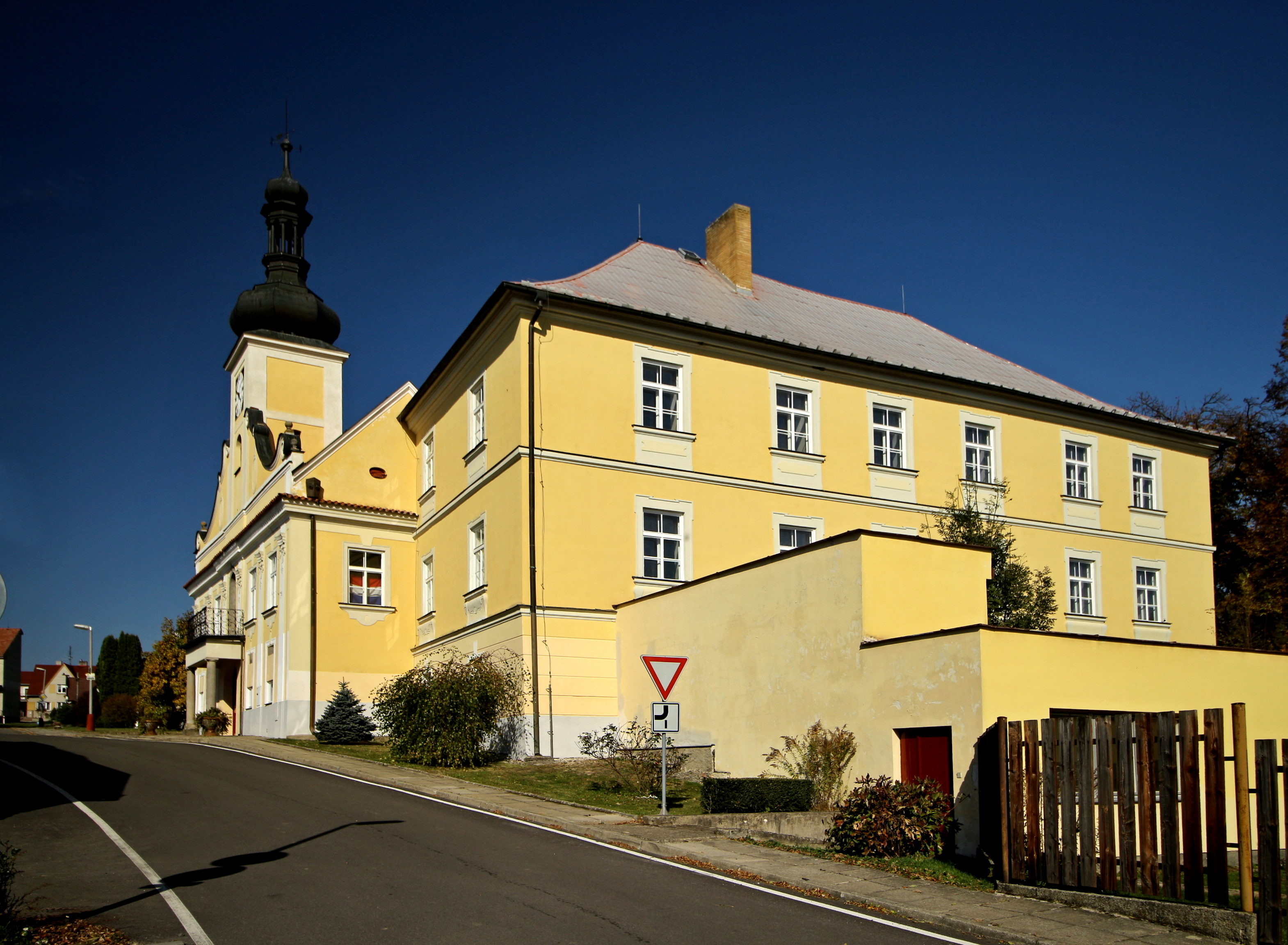
Zámek Stádlec
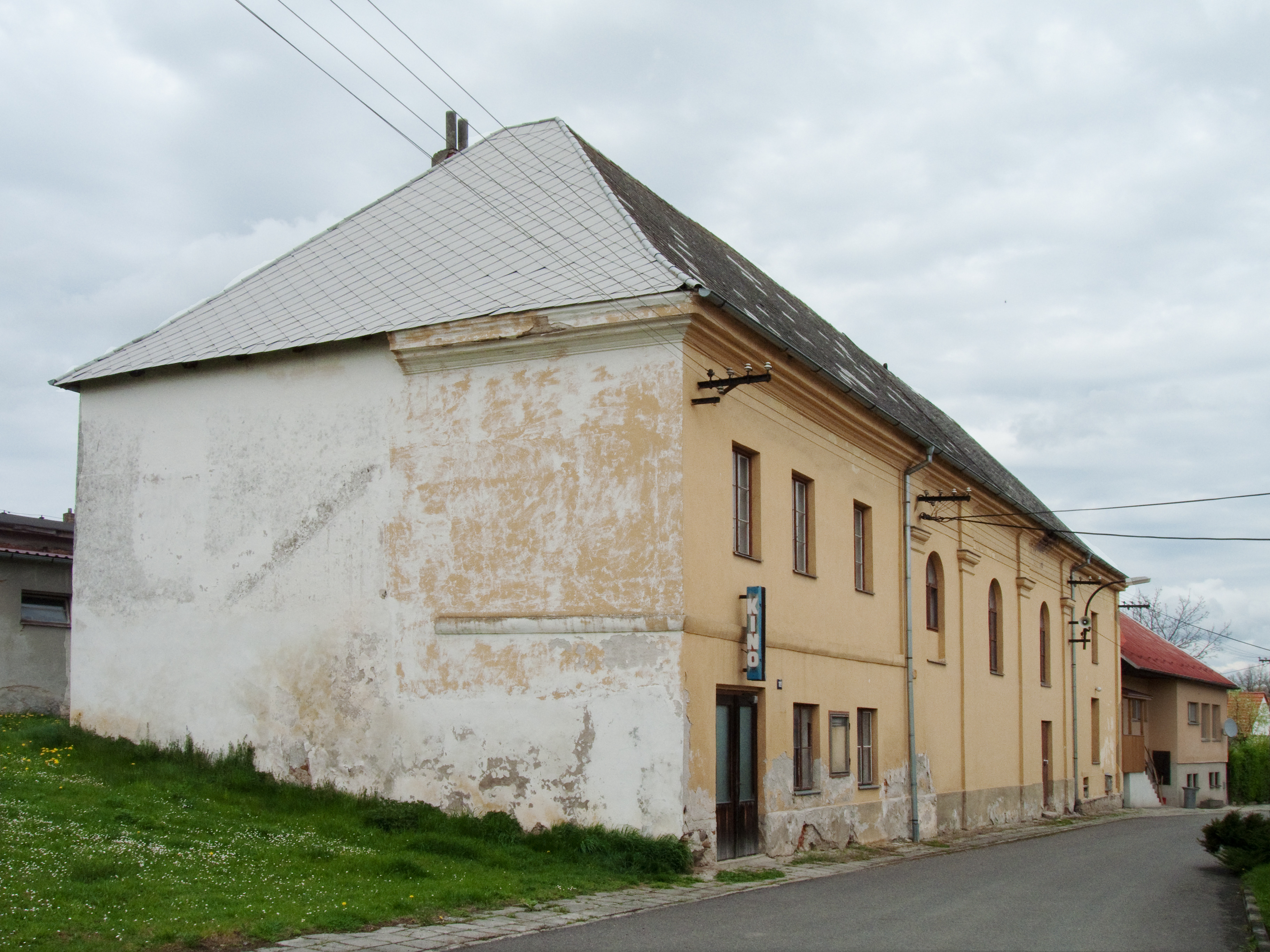
Synagoga ve Stádlci
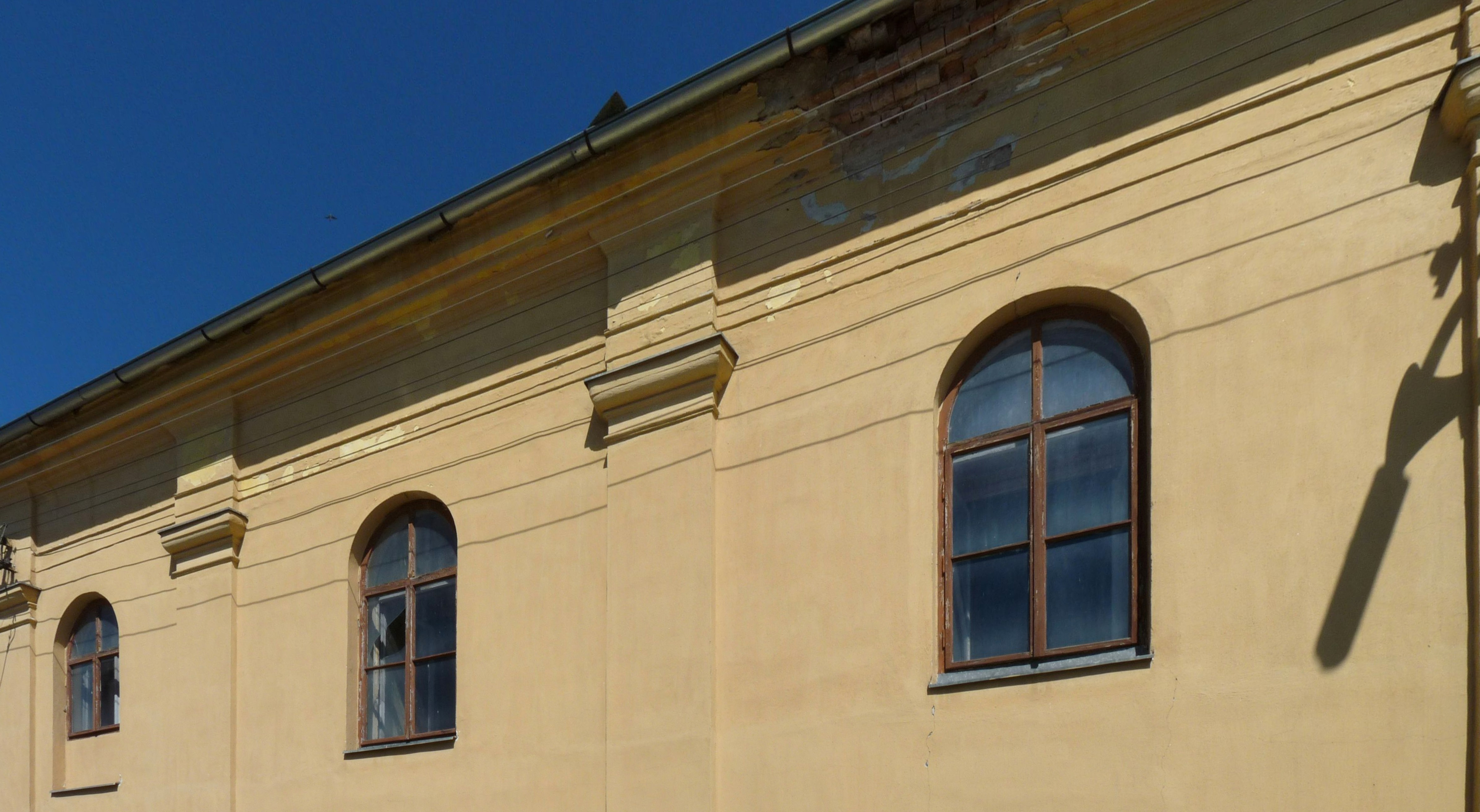
Synagoga, detail
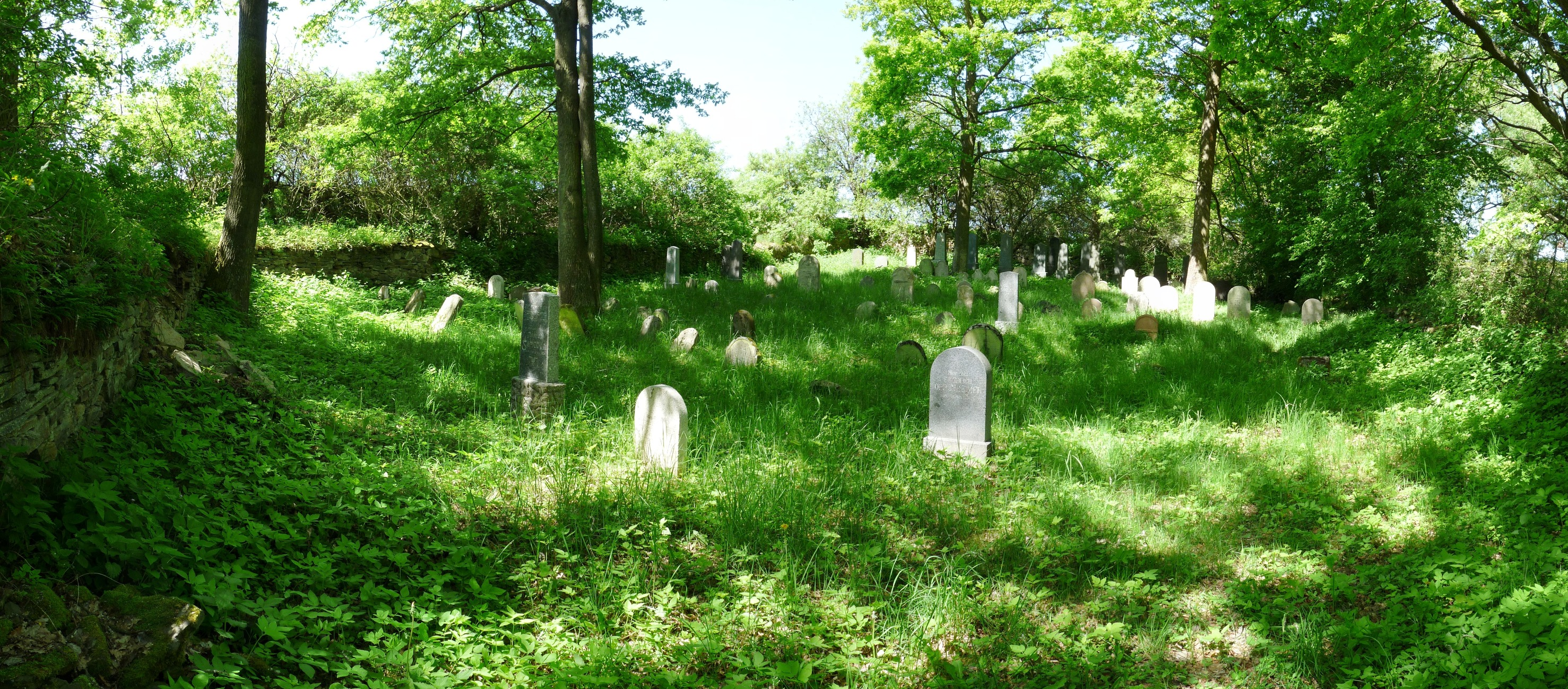
Židovský hřbitov
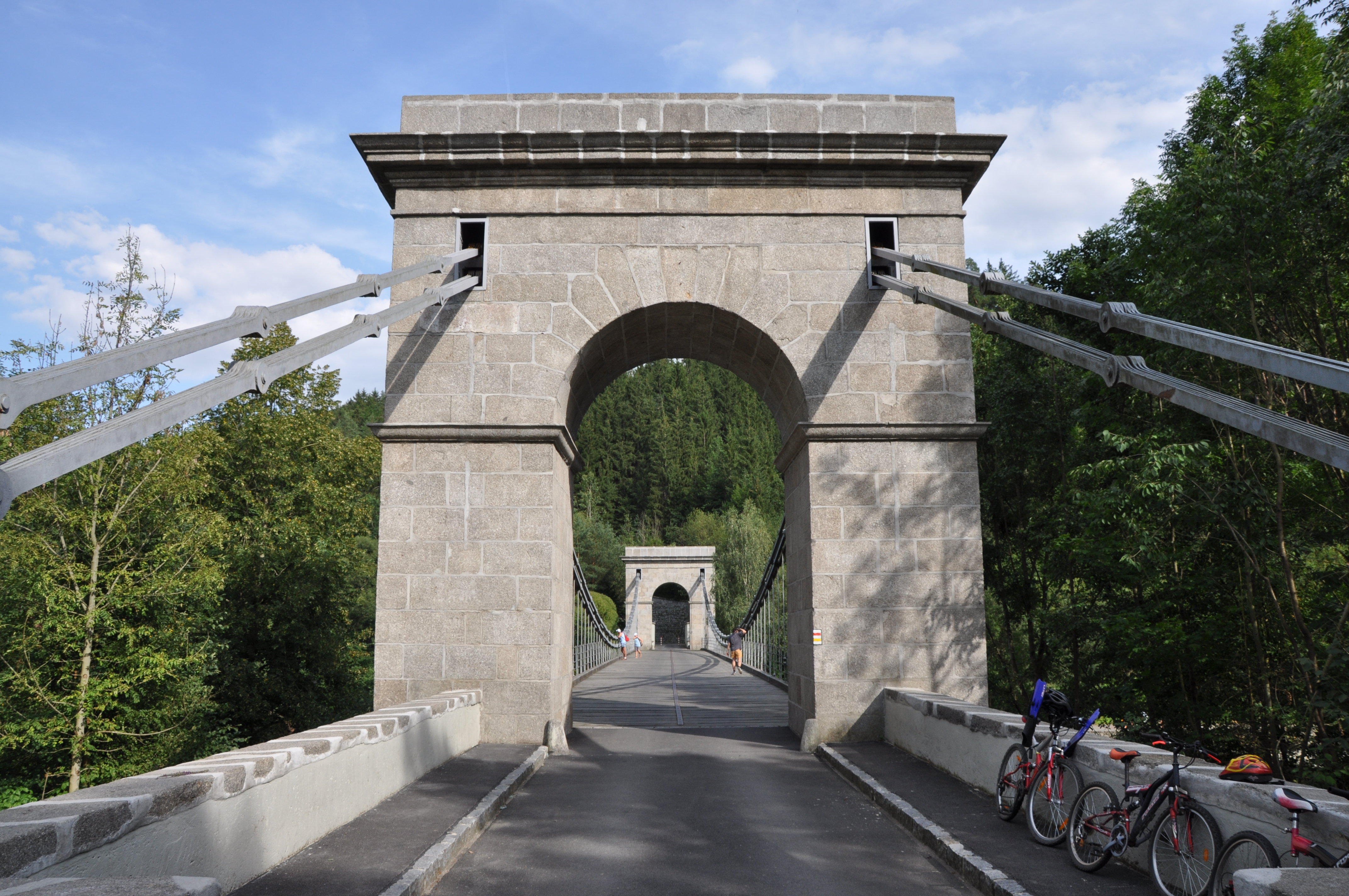
Stádlecký řetězový most
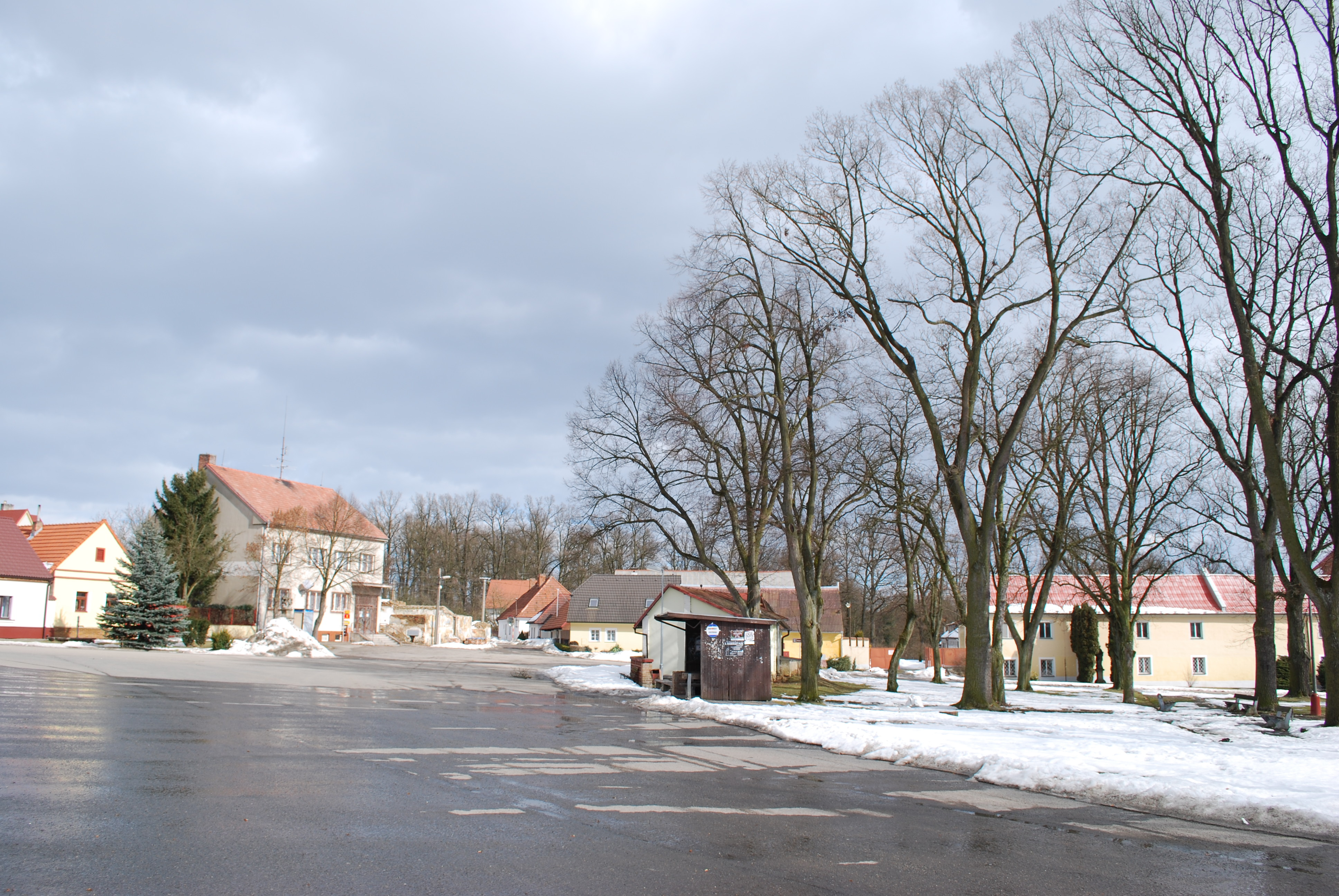
V zimě
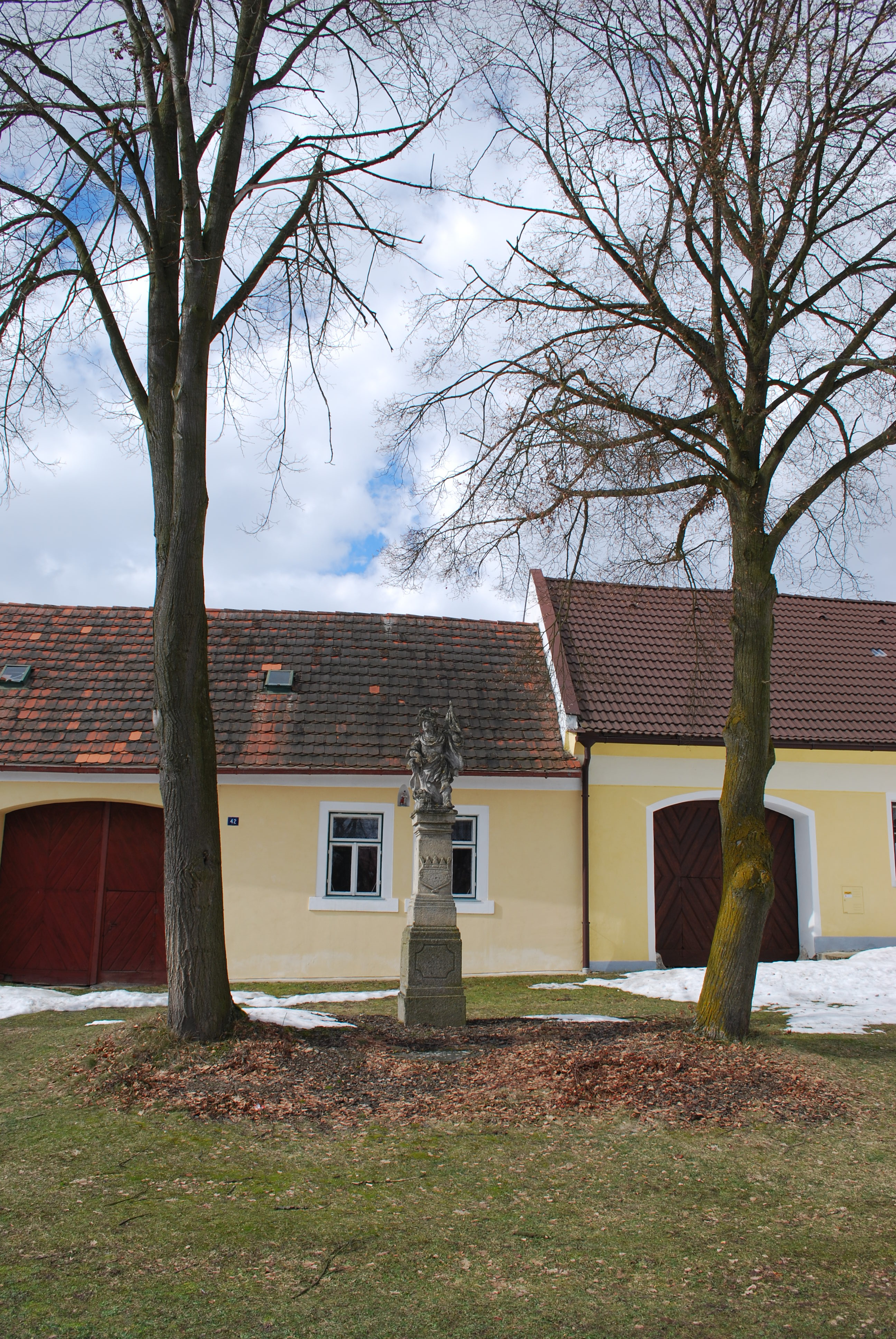
Stavení
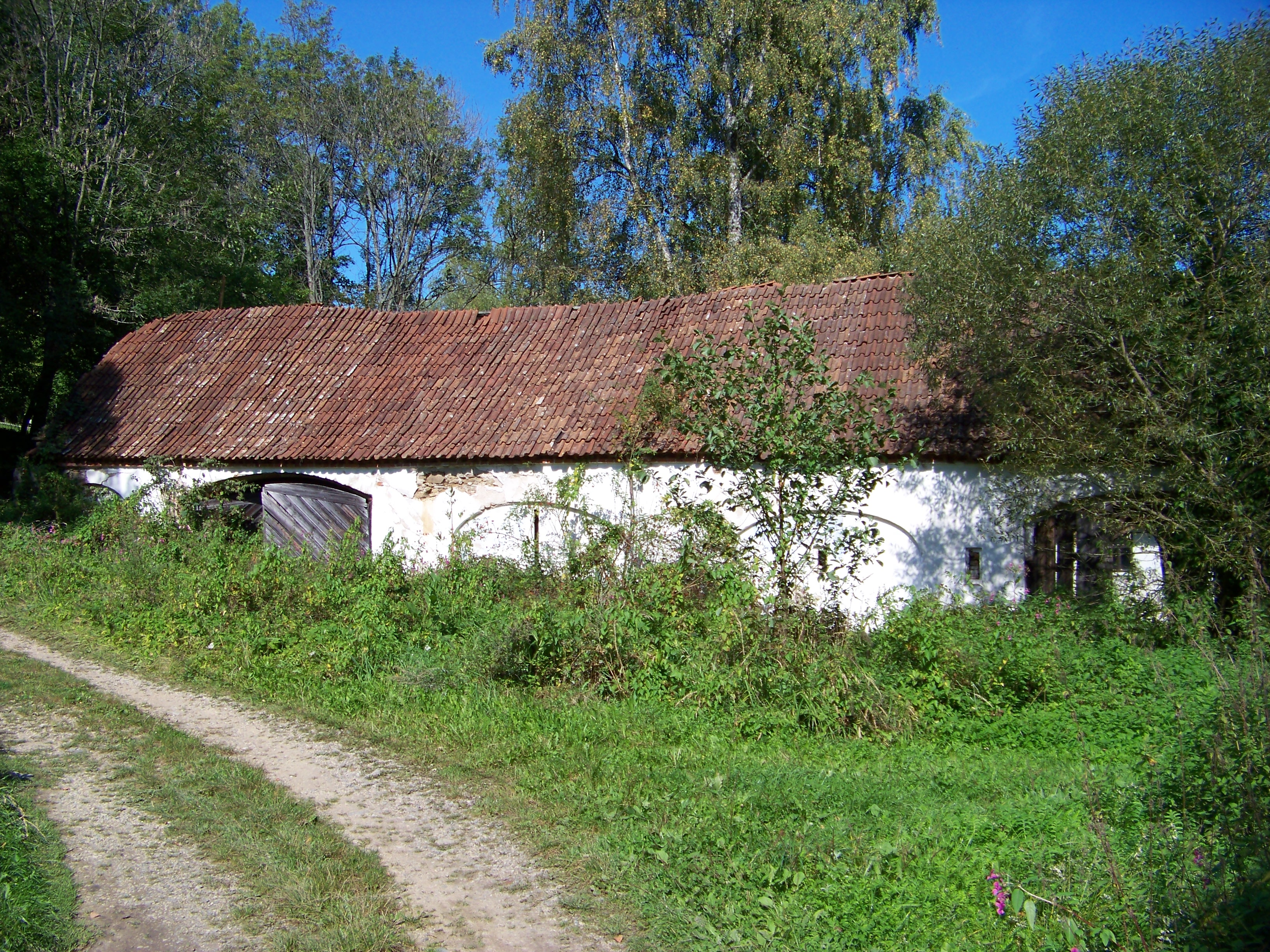
U Marků
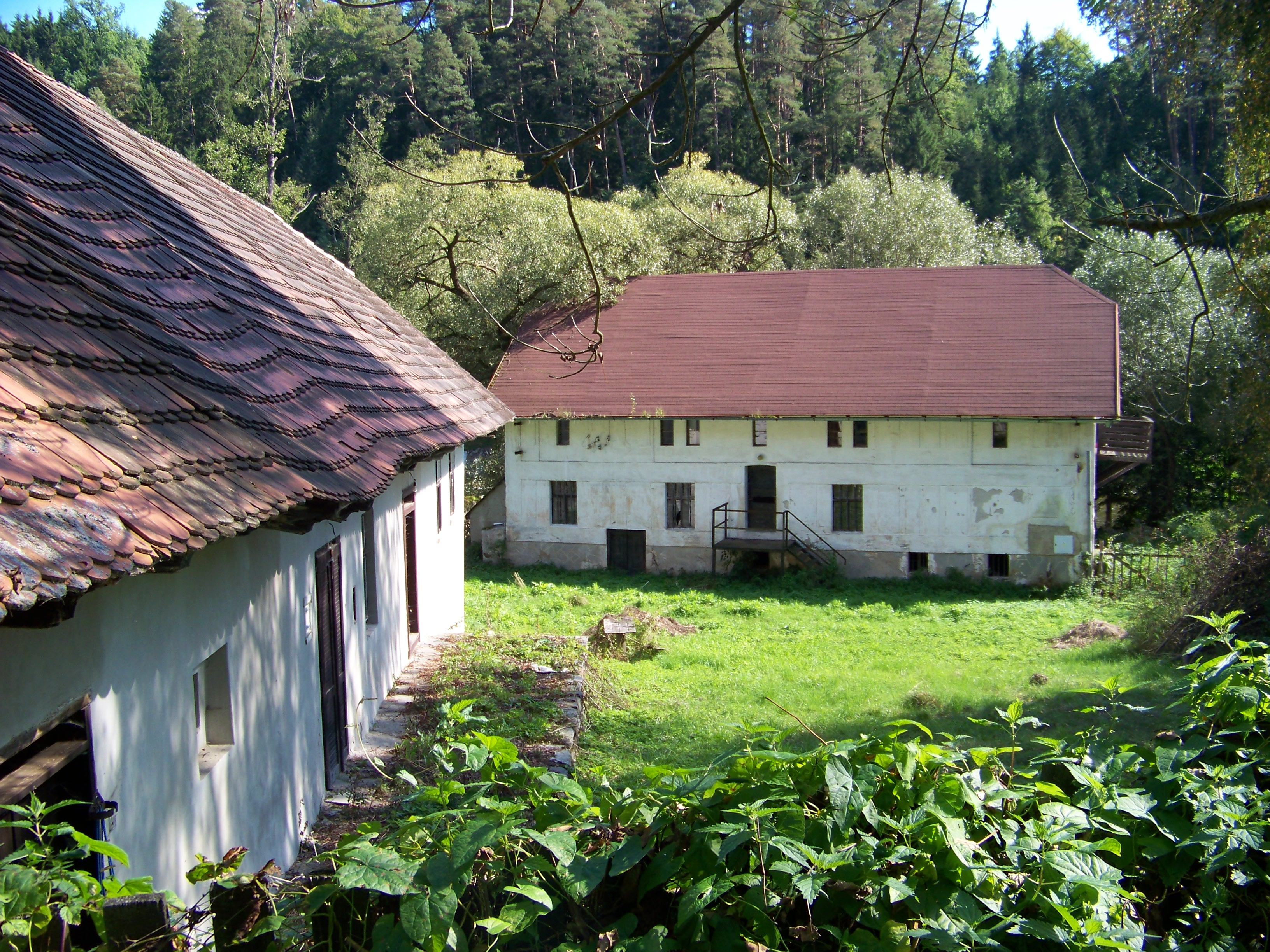
U Marků 2
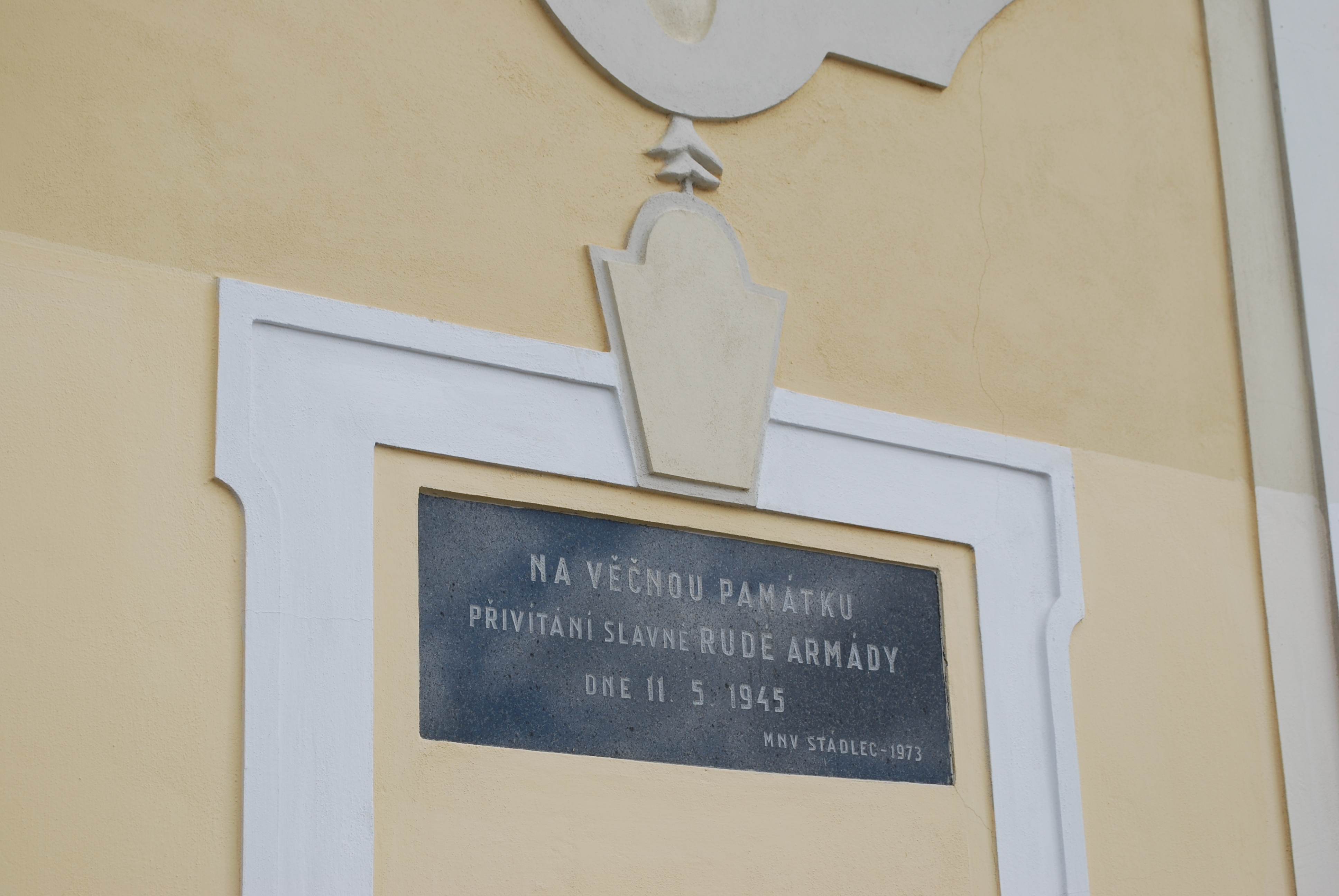
Pamětní deska